# Acanthesthes amycteroides
Acanthesthes amycteroides là một loài bọ cánh cứng trong họ Cerambycidae.